# اليكسندر فيثيى
اليكسندر فيثيى (14 يناير 1993 بسويسرا - ) هو لاعب كرة قدم سويسري في مركز الدفاع. لعب مع نادي لوزان ونادي نيون.

## روابط خارجية
- اليكسندر فيثيى على موقع قاعدة بيانات كرة القدم.إي يو (الإنجليزية)
- اليكسندر فيثيى على موقع عالم كرة القدم.نت (الإنجليزية)